# دانيال كوكس (طبيب)
دانيال كوكس (بالإنجليزية: Daniel Coxe) هو طبيب أمريكي، ولد في 1640 في إنجلترا في المملكة المتحدة، وتوفي في 19 يناير 1730 في لندن في المملكة المتحدة.